# Love (альбом Boyz II Men)
Love — кавер-альбом американской R&B группы Boyz II Men, вышедший в 2009 году.

## Об альбоме
Как и в предыдущем альбоме продюсерами новой работы стали член жюри конкурса American Idol — Рэнди Джексон и группа Boyz II Men. Это их третий по счету кавер-альбом после «Throwback, Vol. 1» и «Motown: A Journey Through Hitsville USA», изданных в 2004 и 2007 году соответственно. Альбом состоит из популярных песен о любви прошлого.  В записи также принял участие певец Майкл Бубле. Демоверсия песни «Back for Good» была записана с ирландской певицей, Надин Койл. Суммарный объём продаж за первую неделю составил 15,000 копий альбома.

## Список композиций
| №   | Название                                         | Автор(ы)                              | Первоначальный исполнитель | Длительность |
| --- | ------------------------------------------------ | ------------------------------------- | -------------------------- | ------------ |
| 1.  | «I Can't Make You Love Me»                       | Mike Reid, Allen Shamblin             | Бонни Рэйтт                | 5:17         |
| 2.  | «Amazed»                                         | Marv Green, Aimee Mayo, Chris Lindsey | Lonestar                   | 4:18         |
| 3.  | «Could It Be I'm Falling in Love»                | Melvin Steals, Mervin Steals          | The Spinners               | 3:57         |
| 4.  | «If You Leave Me Now»                            | Peter Cetera                          | Chicago                    | 4:03         |
| 5.  | «Time After Time» (A Capella)                    | Синди Лаупер, Rob Hyman               | Синди Лаупер               | 3:56         |
| 6.  | «Iris»                                           | John Rzeznik                          | The Goo Goo Dolls          | 4:08         |
| 7.  | «Cupid»                                          | Сэм Кук                               | Сэм Кук                    | 3:49         |
| 8.  | «Shining Star»                                   | Leo Graham                            | The Manhattans             | 4:06         |
| 9.  | «In My Life»                                     | Джон Леннон, Пол Маккартни            | The Beatles                | 2:34         |
| 10. | «Open Arms»                                      | Стив Перри, Jonathan Cain             | Journey                    | 3:17         |
| 11. | «When I Fall in Love» (при участии Майкла Бубле) | Виктор Янг, Edward Heyman             | Дорис Дэй                  | 4:24         |
| 12. | «Back for Good»                                  | Gary Barlow                           | Take That                  | 4:11         |
| 13. | «Misty Blue»                                     | Боб Монтгомери                        | Боб Монтгомери             | 3:44         |